# Jean-Jacques Baruël

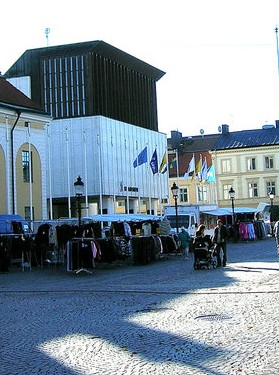
Stadshuset i Nyköping uppfört 1962-1969

Jean-Jacques Baruël född 17 juli 1923 i Århus, död 9 februari 2010 i Birkerød, var en dansk arkitekt. 
Jean-Jacques Baruël arbetade hos Alvar Aalto i Helsingfors 1948-54. Redan då fick deras gemensamma arbeten uppmärksamhet i Danmark, först med de premierade förslagen i den nordiska tävlingen om kapell och kyrkogård i Kongens Lyngby, 1952. Det blev sedan Baruëls kännetecken att delta i talrika tävlingar i Danmark och Norden, ensam, tillsammans med Alvar Aalto eller andra arkitekter och oftast med premierade förslag. Tävlingsbidragen och de uppförda byggnaderna är påverkade av Alvar Aaltos organisk-rytmiska arkitektur och av Medelhavsländernas byggnadskonst. Ritningarna är utförda med stor virtuositet och grafisk styrka. Byggnaderna har kraftig skulptural verkan och präglas av gedigna material och omsorgsfulla detaljer. Ett kontinuerligt arbete med samma formspråk och motiv genom hela karriären är karakteristiskt för Baruël. Piazzetta-motivet i guldmedaljuppgiften 1956 ses till exempel i två av de stora uppförda byggnaderna: stadshuset i Nyköping, Sverige, 1969 och handelshögskolan i Sønderborg 1974.